# Agaricus devoniensis
Agaricus devoniensis är en svampart som beskrevs av P.D. Orton 1960. Agaricus devoniensis ingår i släktet champinjoner och familjen Agaricaceae.  Artens status i Sverige är: Ej påträffad. Inga underarter finns listade i Catalogue of Life.

## Källor

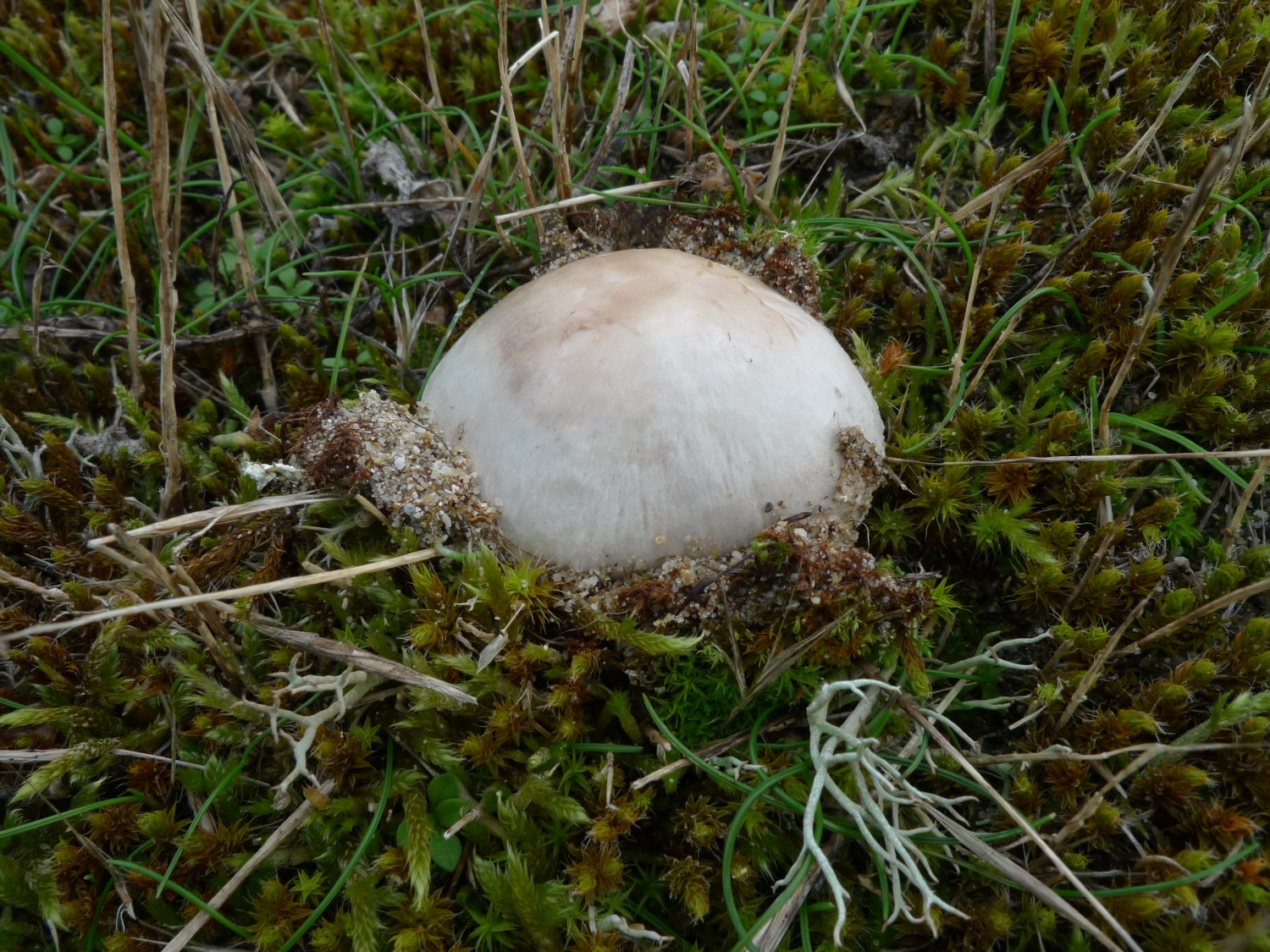
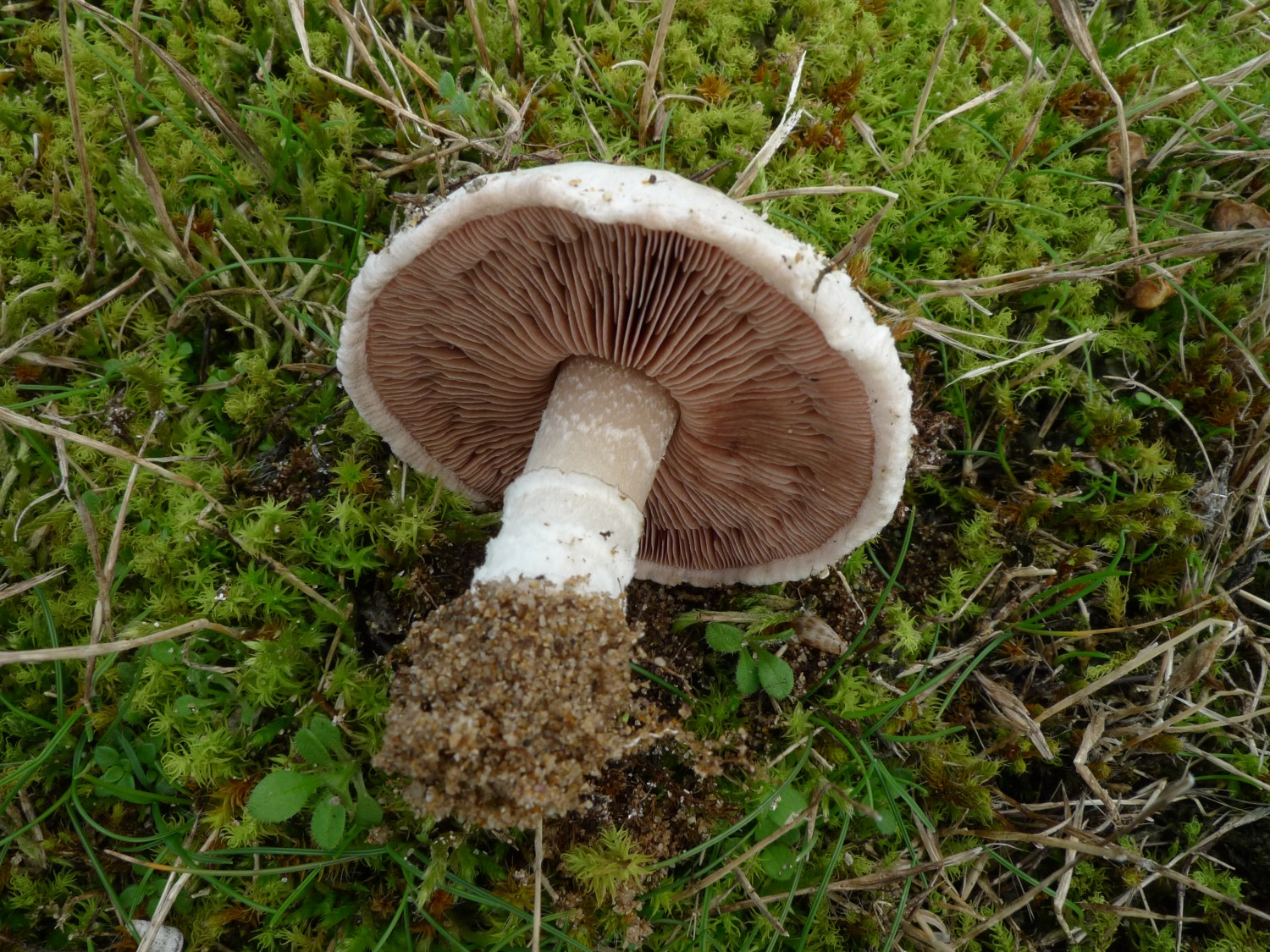